# Bukov Vrh nad Visokim
Bukov Vrh nad Visokim – wieś w Słowenii, w gminie Škofja Loka. W 2018 roku liczyła 49 mieszkańców.